# Little Nightmares II
Little Nightmares II (auch Little Nightmares 2) ist ein Computerspiel, das von Tarsier Studios entwickelt und von Bandai Namco Entertainment veröffentlicht wurde. Das Spiel wurde auf der Gamescom 2019 als Nachfolger von Little Nightmares angekündigt und enthält einen neuen Spielercharakter, Mono, mit dem Protagonisten aus dem vorherigen Spiel, Six, als computergesteuerten Charakter. Das Spiel ist am 11. Februar 2021 für Microsoft Windows, Nintendo Switch, PlayStation 4 und Xbox One erschienen, Versionen für PlayStation 5 und Xbox Series folgten im August desselben Jahres. Die Demo wurde am 30. Oktober 2020 veröffentlicht.

## Handlung

### Haupthandlung
Little Nightmares II setzt, wie Little Nightmares, auf Environmental Storytelling: Die Handlung wird mithilfe der Umgebung erzählt, Texte oder Dialoge sind nicht vorhanden.
Die Hauptfigur des Spiels ist, im Gegensatz zum Vorgänger, nicht das Mädchen Six. Stattdessen lernt man Mono, einen Jungen mit brauner Papiertüte auf dem Kopf, kennen. Nachdem er in der Wildnis aufwacht, läuft er durch die finstere Welt, in der er lebt, vorbei an diversen Monstern, bis hin zu dem Signalturm, der über die gesamte Welt wacht.
Zu Beginn seiner Reise begegnet Mono dem Mädchen Six und befreit sie aus dem Keller einer düsteren Waldhütte. Dabei begegnen die beiden dem Jäger, einem großen Humanoiden mit Schrotflinte, in dessen Gesicht lediglich eine runde Mundöffnung zu sehen ist. Auf der Flucht vor ihm müssen Mono und Six immer achtgeben, dass sie nicht in den Lichtkegel seiner Lampe geraten, da er die Kinder sonst erbarmungslos erschießt. Schließlich schaffen es Mono und Six gemeinsam, den Jäger mit einer Schrotflinte zu erschießen, bevor dieser die beiden schnappen kann.
Auf einer Tür als Floß führt die Reise die beiden dann über ein Gewässer in eine verfallene Metropole namens Pale City (englisch für Blasse Stadt), die von deformierten, fernsehsüchtigen Bürgern, den Zuschauern, bewohnt wird. Um den Signalturm zu erreichen, der vom mysteriösen Dünnen Mann kontrolliert wird, welcher die Bevölkerung der Stadt mit seinen Übertragungen zu beeinflussen scheint, müssen Mono und Six zunächst durch eine Schule flüchten, in der statt Kindern Rüpel, kleine, lebendige Porzellanpuppen, unterrichtet werden. Auf ihrem Weg durch die Schule werden Mono und Six von den Rüpeln in eine Falle gelockt und vorübergehend voneinander getrennt. Mono muss nun allein durch die Schule wandern und dabei immer aufpassen, dass er von der barschen, disziplinarischen Lehrerin, die ihren flexiblen Hals beliebig verlängern kann, nicht entdeckt wird. Six ist in den Waschräumen der Schule gefangen, wo Mono sie schlussendlich befreit. Gemeinsam müssen die beiden nur noch vor der wachsamen Lehrerin durch einen Luftschacht hinaus in die Freiheit flüchten, wo sie Six’ Markenzeichen aus dem vorherigen Teil – ihren gelben Regenmantel – finden.
Im dritten Kapitel müssen sich Mono und Six durch ein dunkles Krankenhaus schlagen. Überall befinden sich Patienten, nur der Arzt bleibt vorerst verborgen. Nachdem sich Mono im weiteren Verlauf kurzzeitig von Six trennen muss, um einige Aufgaben zu erledigen, und sich mehrmals gezwungen sieht, vor Patienten und lebendigen, krabbelnden Händen zu fliehen, gelangen die beiden Kinder in den Teil des Krankenhauses, in dem der korpulente Arzt, der sich an der Decke krabbelnd fortbewegt, seine Patienten versorgt und an ihnen herumschraubt. Hier müssen Mono und Six sich immer wieder verstecken, um nicht gesehen zu werden. Als sie die Beatmungsmaschine eines Patienten abschalten, wird der Arzt dennoch auf die Kinder aufmerksam und es folgt eine Verfolgungsjagd, die für den Arzt in dem Verbrennungsofen für Leichen endet.
Nachdem die zwei Kinder erfolgreich aus dem Krankenhaus in eine der vielen Wohnungen der Stadt geflohen sind, findet Mono dort einen Röhrenfernseher vor. Zuvor wurde er schon öfter von ebendiesen wie magisch angezogen. Er sah immer sich selber einen sich windenden und krümmenden Korridor auf eine geschlossene Tür zu entlanglaufen. Doch bisher hat Six ihn immer von den Fernsehgeräten wegreißen können, bevor er die Tür öffnen konnte, und die Vision war vorüber. Aber dieses Mal schafft sie es nicht rechtzeitig, und Mono öffnet die Tür. Der Dünne Mann, der dahinter auf seine Befreiung gewartet hat, steigt aus dem Fernseher und nimmt Six mit sich, während Mono, der sich noch rechtzeitig verstecken konnte, wie erstarrt tatenlos zusieht. Nach der Befreiung des Dünnen Mannes findet Mono heraus, dass er, wenn er nun in einen Fernseher hineinsteigt, aus einem anderen Fernseher hinauskommt – er kann Fernseher also (über kleinere Distanzen) für Teleportation verwenden. Mono muss nun einige Rätsel lösen, wobei er unter anderem den Zuschauern entkommen muss. In einem Raum einer Wohnung findet Mono einen Fernseher, in dem man einen dunklen Schatten mit den Umrissen von Six erkennen kann. Er versucht sie aus dem Fernseher herauszuziehen, doch der Dünne Mann greift sich Six von hinten und steigt nun selbst aus dem Fernseher. Es folgt eine Verfolgungsjagd durch stillstehende Eisenbahnwaggons, bis Mono und der Dünne Mann sich Angesicht zu Angesicht gegenüberstehen. Mono kann den Dünnen Mann schließlich durch eine ihm und den Spielern bisher unbekannte Kraft besiegen. Nun kann Mono endlich den Signalturm betreten.
Im Signalturm findet Mono Six, die während der Gefangenschaft des Dünnen Mannes in ein großes Monster verwandelt wurde. Zwar ist sie anfangs nicht feindlich und kommt sogar auf Mono zu, aber um sie in ihre ursprüngliche Form zurückzuverwandeln muss Mono die Spieluhr zertrümmern, die sie wie ihren Augapfel beschützt. Es scheint dieselbe Spieluhr zu sein, mit der Six im Keller der Waldhütte des Jägers eingesperrt gewesen ist. Mono ist schließlich erfolgreich und Six hat wieder ihr normales Aussehen. Der Turm fängt an, in sich zusammenzubrechen, und eine formlose Masse aus Fleisch und Augen quillt aus den Wänden und droht Mono und Six zu ersticken. Als die beiden auf eine Brücke zu einem Fernsehportal in die Freiheit gelangen, die jedoch einstürzt, muss Mono einen beherzten Sprung über den Abgrund wagen. Six fängt ihn auf, doch anstatt Mono hochzuhelfen, zieht sie ihre Hand zurück und lässt ihn fallen. In einer letzten Zwischensequenz erkennt man, dass Mono den Sturz in die Tiefe überlebt hat und viele Jahrzehnte dort allein verbringen muss. Während dieser Zeit wird er erwachsen, bis er am Ende zum Dünnen Mann wird, der hinter der Tür am Ende des sich krümmenden Korridors darauf wartet, befreit zu werden.

### Charaktere

#### Mono
Mono ist die Hauptfigur des Spiels. Sein Alter ist unbekannt; da er ein wenig größer als Six ist, von der man weiß, dass sie neun Jahre alt ist, scheint er etwas älter als sie zu sein. Der Junge trägt einen olivgrünen Trenchcoat, der bis unter seine Knie reicht und an dessen Seite er kleinere Gegenstände wie Schlüssel befestigen kann, darunter ein grau-bräunliches Hemd, welches er in seine lange, ebenfalls grau-bräunliche Hose mit am Ende aufgerollten Hosenbeinen gesteckt hat. Sein Markenzeichen ist eine große, braune Papiertüte mit zwei Augenlöchern, die er auf dem Kopf trägt. Diese verbirgt sein unordentliches schwarzes Haar und das dürre, blasse, eher kantige Gesicht mit dunklen Augen. Es ist weder bekannt, woher er kommt oder warum er in der Wildnis aufgewacht ist, noch weiß man, welchem Zweck sein Aufenthalt dient. Mono scheint obdachlos zu sein, nicht nur, weil er scheinbar alte Kleidung trägt und barfuß ist, sondern auch, da er in den digitalen Comics draußen im Mondschein lediglich auf einem Baum sitzt, ohne ein Dach über dem Kopf. Diese Vermutung wird noch einmal unterstützt durch die Beschreibung von Mono auf der offiziellen Little-Nightmares-Webseite: »Mono versteckt sich, wo auch immer er kann.«
Im Laufe des Spiels wird Mono immer wieder von laufenden Fernsehgeräten wie magisch angezogen. Dabei presst er sich beide Hände an den Kopf und geht langsam auf den Fernseher zu. Wenn er an dem Gerät angelangt ist, erkennt man auf dem Bildschirm einen langen, sich krümmenden Korridor, an dessen Ende sich eine Tür mit einem Auge befindet. Dadurch, dass Mono die Frequenz an dem Fernsehgerät anpasst, verändert sich die Krümmung des Ganges, bis er selbst schließlich in das Fernsehgerät hineingesaugt wird. Mono findet sich dann in dem Gang wieder und läuft auf die Tür am Ende zu, bis er von Six vom Fernseher weg- und zurück in die Realität gerissen wird. Als Six es einmal nicht rechtzeitig schafft, Mono aus seiner Trance zu befreien, öffnet dieser die Tür am Ende des Korridors und lässt versehentlich den Dünnen Mann frei. Nach diesem Ereignis wird Mono nicht mehr wie magisch von Fernsehgeräten angezogen, stattdessen kann er sich durch seine Verbindung zu den Fernsehern von einem zum anderen teleportieren. Als Mono auf dem Weg zum Signalturm von dem Dünnen Mann aufgehalten wird, verwendet er dieselben Fähigkeiten, die er hatte, um die Frequenz auf den monochromen Fernsehern einzustellen, um den Dünnen Mann aufzuhalten und ihn letzten Endes zu besiegen. Nachdem Mono den Dünnen Mann überwältigt hat, sind seine Kräfte so stark, dass er den Signalturm, welcher kilometerweit entfernt zu sein scheint, durch Telekinese direkt zu sich heranziehen kann. Zudem kann Mono während seines Kampfes gegen Six in dem Signalturm durch Rufen ein sehr starkes Echo erzeugen, um Six abzulenken und ihre Spieluhr zu zerstören. Es wird angenommen, dass seine Kraft mit dem Signalturm in Verbindung steht oder dass seine eigenen neu entdeckten Kräfte seine Stimme verstärken.
Auch wenn Mono kaum spricht, zeigt sich seine Persönlichkeit in seinen Handlungen. Er scheint ein edler, selbstbewusster, wohlgesinnter Junge zu sein, der bereit ist, alles zu tun, um anderen zu helfen, was zum Beispiel deutlich wird, als er Six aus ihrer Inhaftierung im Keller des Jägers befreit und ihr seine Hand anbietet. Er bleibt an ihrer Seite und bietet seine Hilfe erneut an, als sie trotz ihrer anfänglichen Ablehnung seiner Hilfe darum bittet. Er hat ein gewisses Maß an Mitgefühl, ist deutlich erschreckt von verfallenden Körpern im Haus des Jägers und schockiert, als er Six in ihrer Monsterform sieht, während er sich im Signalturm befindet. Mono ist einfallsreich genug, verschiedene Objekte in seiner Umgebung zu benutzen, um die Sicherheit des Weges zu garantieren. Seine offizielle Beschreibung besagt, dass Mono hartnäckig ist und seine Ziele erreichen will. Sein Hauptmerkmal ist, dass er gerne verschiedene Dinge auf dem Kopf trägt, die er auf seinem Weg findet, um sein Gesicht zu verbergen, was von Schüchternheit herrühren könnt. Seine Beschreibung zeigt zudem, dass ihm seine »dünne Maske aus Papier hilft [...], sich vor der Welt zu verstecken und zu vergessen, dass sie ihn hasst und scheitern sehen will«.

#### Der Dünne Mann
Der Dünne Mann ist der Hauptantagonist des Spiels. Überwiegend erscheint er dem Spieler in Fernsehgeräten in Pale City. Er ist sehr groß und schlank, fast schon dürr, mit unnatürlich langen Gliedmaßen. Dazu trägt er einen grau-schwarzen Anzug, darunter ein weißes Hemd und einen ebenfalls grau-schwarzen Hut mit breiter Krempe, welcher seine Augen im Schatten verbirgt. Seine faltige Haut ist farblos und fahl und die Wangenknochen sehr ausgeprägt, die eingefallenen Augen verleihen ihm ein müdes und abgezehrtes, fast schon leichenhaftes Aussehen. Aufgrund seiner Verbindung zu allen Fernsehgeräten in Pale City ähnelt er einem Mann, den man in den 1940er bis 1950er Jahren im alten Schwarzweißfernsehen sehen konnte. Zudem besitzt er eine statische, störende, glitchy Aura, welche seine Umrisse gelegentlich zucken, verschleiern und bläulich leuchten lässt und die bei jeder seiner Bewegungen flackert. Seine Statur ist verkrümmt und wirkt unnatürlich. Auch wenn es schwierig ist, das Gesicht des Dünnen Mannes zu sehen, wirkt der Gesichtsausdruck unerschütterlich emotionslos.
Am Ende des Spiels erfährt man, dass Mono selbst während seiner Gefangenschaft im Signalturm zum Dünnen Mann wird. Dies zeigt entweder, dass er eine jüngere Version des Dünnen Mannes ist, die aufgrund des Verrats von Six zum Terror von Pale City werden soll; oder es zeigt, dass die Person, die den Dünnen Mann besiegen kann, schließlich selbst den Posten des Dünnen Mannes einnimmt.
Während andere Gegner wie der Jäger, die Lehrerin, der Arzt oder die Zuschauer höchst aggressiv, gewalttätig und hastig sind, ist das Verhalten des Dünnen Mannes auf eine unheimliche Weise alles andere als streitsüchtig, da er Mono und Six bedrohlich in seinem eigenen Tempo verfolgt, aber dennoch feindselig bleibt.

## Spielprinzip und Technik
Das Spiel ist in fünf Kapitel unterteilt:
- Wilderness (Wildnis),
- The School (Schule),
- Hospital (Krankenhaus),
- Reaching the Tower (Den Turm erreichen) und
- The Signal Tower (Der Signalturm).

Jedes Kapitel ist in mehrere Spielabschnitte aufgeteilt. Der Protagonist, Mono, kann, vom Spieler gesteuert, durch die einzelnen Kapitel gehen, rennen, springen, teilweise auch schwimmen und klettern. Wenn Mono virtuell stirbt, wird der Bildschirm dunkel und der letzte Spielabschnitt startet erneut. Im ersten Kapitel des Spiels muss im Keller des Jägers ein kleines Mädchen befreit werden. Das Mädchen, welches sich im Laufe des Spiels als Six herausstellt (die Hauptfigur des ersten Spiels), folgt Mono auf Schritt und Tritt. Man kann sie nicht aktiv steuern, aber Six hilft dem Spieler oft bei Aufgaben, die allein nicht zu schaffen wären. Wenn es zum Beispiel darum geht, über einen tiefen Abgrund zu springen, reicht das Mädchen dem Protagonisten die Hand, um ihn aufzufangen. Um Six’ Aufmerksamkeit zu gewinnen, damit sie Mono bei einigen Aufgaben hilft, kann er ihr zurufen. Eine Funktion aus Little Nightmares, die im zweiten Spiel nicht übernommen wurde, ist das Feuerzeug, das Six nicht nur in der völligen Finsternis Licht spendete, sondern mit dem sie auch Kerzen und Petroleumlampen anzünden konnte.
Wie in dem vorhergegangenen Spiel erscheinen die Kinder im Vergleich zu ihrer Umgebung winzig, womit alltägliche Gegenstände überdimensional groß wirken. Kleinere Gegenstände, wie zum Beispiel eine Taschenlampe, können vom Spieler aufgehoben und benutzt werden, um bestimmte Aufgaben zu erfüllen.

## Rezeption
Little Nightmares II hat national und international durchschnittlich gute Bewertungen erhalten.

„In Little Nightmares 2 steckt viel, was man lieben kann, seien es die grotesken Bewohner einer unwirklichen Welt wie auch die Gesten und Aktionen der oft hilflosen kleinen Helden. Aber alle paar Minuten stellt sich das Spiel selbst ein Bein, wenn es euch durch eine bestenfalls belanglose, schlimmstenfalls unnötig frustrierende Sprung- oder Kampfsequenz schickt, die klarmacht, dass das Handwerk zwar gelernt, aber noch nicht gemeistert wurde.“

„In seinen besten Momenten läuft einem beim kurzweiligen Horrorausflug der kalte Schauer über den Rücken, was allein über die hervorragende Atmosphäre funktioniert. Little Nightmares 2 ist ein Kunstwerk, ein Spiel, bei dem sich Entwickler Tarsier Studios in Sachen Artdesign nochmal selbst übertroffen hat. Jede zweite Kameraeinstellung würde ich mir am liebsten als gerahmtes Bild in die eigenen vier Wände hängen. In seinen schlechtesten Momenten muss ich jedoch darüber nachdenken, wie viel Potential hier auf der Strecke bleibt. Angefangen bei der „Koop-Erfahrung“, über die teils arg hakelige und schwerfällige Steuerung, über Mono und Six als blasse Figuren in einer blassen Geschichte, die einzig über die Meta-Ebene funktioniert. Wer sich hier über die Psychologie des Ganzen den Kopf zerbrechen möchte, für den funktioniert das vielleicht. Für mich fühlte sich all das arg beliebig, austauschbar und inhaltsleer an.“